# Malbo Gentile
Malbo Gentile ist eine Rotweinsorte. Sie wird überwiegend in der Region Emilia-Romagna kultiviert, wo sie in den Provinzen Modena und Reggio Emilia zugelassen ist. Zugelassen ist die Rebsorte in den DOC-Weinen Colli di Scandiano e di Canossa sowie Reggiano. Darüber hinaus findet sie Eingang in einigen IGT Rotweinen der Region.

## Ampelographische Sortenmerkmale
In der Ampelographie wird der Habitus folgendermaßen beschrieben:
- Die mittelgroßen fast fünfeckigen Blätter (siehe auch den Artikel Blattform) sind entweder nicht gebuchtet oder aber dreilappig.
- Die pyramidalförmige Traube ist groß und geschultert. Die rundlichen Beeren sind mittelgroß und von schwarz-blauer Farbe.

Malbo Gentile reift 15–20 Tage nach dem Gutedel und gehört damit zu den Rebsorten der mittleren zweiten Reifungsperiode (siehe das Kapitel im Artikel Rebsorte) und gilt damit in Norditalien als früh reifend. Die mäßig wüchsige Sorte erbringt gute Erträge. Eine Anfälligkeit zeigt sie bei den Pilzkrankheiten Echter Mehltau und Falscher Mehltau. Malbo Gentile ist eine Varietät der Edlen Weinrebe (Vitis vinifera).